# Chocolate Armenteros

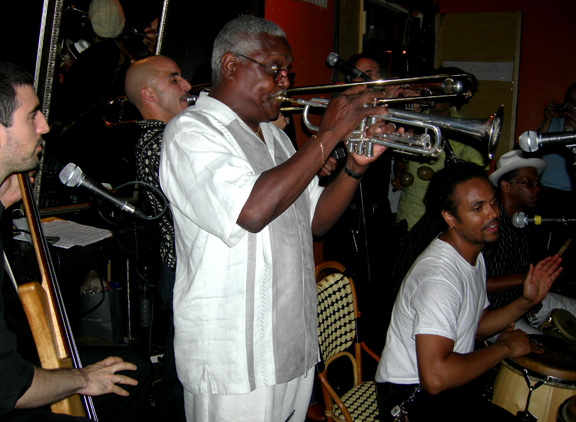
Armenteros (2006)

Teodolo Alfredo „Chocolate“ Armenteros (* 4. April 1928 in Santa Clara; † 6. Januar 2016 in Mohegan Lake, New York) war ein kubanischer Trompeter der afrokubanischen Musik, des Salsa und Latin Jazz. Er spielte auch Flügelhorn, komponierte und arrangierte.

## Leben
Seinen Spitznamen Chocolate erhielt er aufgrund einer gelegentlichen Verwechslung mit dem Boxer Kid Chocolate. Er spielte zunächst in der Band von René Álvarez (Conjunto Los Astros) und Arsenio Rodríguez als Jugendlicher ab den 1940er Jahren (mit einer ersten Aufnahme 1949 in Havana).
Er spielte mit fast allen wichtigen Musikern afro-kubanischer Musik, wie seinem Cousin Beny Moré (1953 bis 1956 leitete er die Blechbläser in dessen Big Band), Tito Puente, Eddie Palmieri, Mongo Santamaría, Lou Perez, Johnny Pacheco, Charlie Palmieri, Cachao, Noro Morales, Manny Oquendo, Osvaldo „Chi Hua Hua“ Martínez, Johnny Pacheco, Marcelino Guerra, John Santos, Nat King Cole (1950er Jahre), Machito (ab den 1960ern in New York), in der Band von César Concepción und unter anderem mit Wynton Marsalis. In den 1950er Jahren leitete er das Studioorchester eines kubanischen Radio- und Fernsehsenders. Zuerst kam er nach New York City mit José Fajardo und zog 1957 ganz dorthin. 1977 bis 1980 war er Mitglied der kubanischen Tanzband Conjunto Sonora Matancera. Er war auch als Improvisator gefragt und spielte Latin Jazz. Er trat weltweit auf, hatte seine Basis aber in New York City.
Er spielte in den unterschiedlichsten Formationen von kubanischen Septetos und Conjuntos, Salsa Orchestern, Jazz Combos bis Big Bands und rekonstruierte alte kubanische Stile.